# OS X 10.10
OS X Yosemite (versie 10.10) is de elfde versie van OS X, Apples client- en serverbesturingssysteem voor Macintosh-computers.
Yosemite is de opvolger van OS X Mavericks (10.9) en werd op 2 juni 2014 aangekondigd op de WWDC. Het kwam beschikbaar voor publieke bètatesters op 24 juli 2014. Yosemite is verschenen op 16 oktober 2014 als gratis download in de Mac App Store. Net als OS X 10.9 is ook 10.10 gratis voor gebruikers van recente OS X-versies.
Versies van het besturingssysteem worden sinds OS X 10.9 vernoemd naar "inspirerende" locaties in de Amerikaanse staat Californië. OS X 10.10 is vernoemd naar het Yosemite National Park, een groot en historisch belangrijk natuurreservaat in het Sierra Nevada-gebergte.
OS X Yosemite werd op 30 september 2015 opgevolgd door OS X El Capitan.

## Nieuwe en aangepaste functies

### Ontwerp
De gebruikersomgeving is grondig aangepast met een nieuw ontwerp wat geïnspireerd werd door iOS 7. De hele interface is platter en er is zachte transparantie toegevoegd op veel plaatsen. Andere noemenswaardige veranderingen zijn nieuwe iconen, een lichter/donker kleurenschema, en de overgang naar Helvetica Neue als het standaard lettertype. Het dock is nu een 2 dimensionale rechthoek geworden.

### Notificatiecentrum
Het notificatiecentrum heeft een Vandaag-weergave, vergelijkbaar met die in iOS. Deze lijst kan activiteiten en updates weergeven uit verschillende bronnen, samen met widgets zoals Agenda, Weer en Aandelen.

### iCloud Drive
ICloud Drive is nieuw in OS X 10.10. Hiermee kunnen instellingen en bestanden van specifieke programma's gesynchroniseerd worden met andere Apple-apparaten. Drive moet een concurrent vormen voor Dropbox. Ook de Mail-functie werd verbeterd: deze is nu sneller en integreert met iCloud. Er kunnen bestanden tot 5GB worden verzonden met MailDrop.

### Berichten
Het ontvangen en versturen van sms-berichten op de Mac is nu mogelijk. Dit werkt via een nabije iPhone. Vanuit de Berichten-app kan ook een Soundbite-audiofragment worden opgenomen en verstuurd.

### Telefoon
iPhone-gesprekken kunnen nu via de Mac worden gevoerd. De iPhone en Mac moeten hiervoor verbinding hebben met hetzelfde wifinetwerk.

### Handoff
Handoff is een functie waarbij eenvoudig verder gewerkt kan worden op een ander apparaat. Als een document is gestart op het ene apparaat, dan kan er met Handoff van apparaat worden gewisseld om daar het document verder te bewerken.

### Safari
Safari kreeg ook een herontwerp, inclusief snelheidsverbeteringen en meer specifiek bij het verwerken van JavaScript. De interface bevat één enkele werkbalk die de bladwijzers toont bij het klikken op het adresveld. Dit adresveld beschikt over een zoekbalk, waarmee direct resultaten worden gegeven bij een zoekopdracht. Nieuw is ook de overzichtsweergave die alle geopende tabbladen toont. Nieuwe deelmogelijkheden moeten voor betere integratie met sociale netwerken zorgen. De privémodus werd ook verbeterd, waardoor actieve browservensters gewoon geopend blijven als men een privévenster start.

### Spotlight
De zoekfunctie, Spotlight, is verbeterd: de zoekgeschiedenis is nu op te vragen en men kan met Spotlight zoeken naar bestanden en programma's alsook op het internet.

### Instant Hotspot
Met Instant Hotspot kan er via een nabije iPhone een wifinetwerk worden gecreëerd om zo een internetverbinding tot stand te brengen.

## Bèta's
De tweede bèta voor ontwikkelaars werd beschikbaar gesteld door Apple op 17 juni 2014. In deze versie keerde na afwezigheid in de eerste bèta Photo Booth weer terug met een nieuw ontwerp dat bij OS X Yosemite past en een nieuw ontworpen icoon. Ook ontdekten verschillende gebruikers een nog niet-afgemaakte versie van de in Apples presentatie aangekondigde Dark Mode, die alle menu's en het Dock donkertransparant maakt. Andere verbeteringen: AirDrop hoeft niet meer in de Finder, FileVault-schijfcodering en een nieuw ontwerp voor Time Machine.
De derde bèta werd op 7 juli 2014 beschikbaar gesteld aan ontwikkelaars en bevatte vooral bugfixes en verbeteringen in het ontwerp. Verder werd QuickTime vernieuwd en kwam de Dark Mode nu echt beschikbaar via Systeemvoorkeuren. Ook werd het nieuwe ontwerp van Time Machine verder uitgewerkt.
In de vierde bèta die gelanceerd werd op 21 juli voor de ontwikkelaars kreeg de Rekenmachine een nieuw ontwerp, kon men de Dark Mode beter worden ingeschakeld en werd het makkelijker iemand vanuit FaceTime te bellen. Ook verspreidde Apple onder de ontwikkelaars de grote, universele update van iTunes 12. Deze bevatte een geheel nieuw ontwerp en hierin kon men beter informatie vinden over hun media. Ook werd in iTunes 12 het zogenaamde 'Family Sharing' geïntroduceerd, waarin men de aankopen van de hele familie kan beheren.
Op 24 juli 2014 lanceerde Apple de eerste publieke bèta van Yosemite, en kon zich daar op een speciale AppleSeed pagina voor aanmelden. Deze versie is hetzelfde als bèta 4 voor de ontwikkelaars, maar via de aanmeldingspagina kunnen niet-ontwikkelaars de Yosemite-bèta ook installeren op hun eigen Mac. Zij krijgen hiervoor een code die in de Mac App Store ingewisseld kan worden voor de bèta. De laatste keer dat Apple iets dergelijks deed was in 2001, bij de public bèta van Mac OS X 10.0 Cheetah.
De vijfde bèta werd op maandag 4 augustus beschikbaar gesteld via de Mac App Store en het Apple Dev Center online. Het aantal toegevoegde of gewijzigde functies was nihil, maar wel kreeg Systeemvoorkeuren een nieuwe, kleinere knoppenbalk, kregen het Launchpad en het Dock een nieuwe voortgangsbalk bij het downloaden van apps, kregen de controleknoppen voor de beeldscherpte, geluid en toetsenbordverlichting een nieuw uiterlijk, werd de Rekenmachine-app transparanter en kregen gebruikers de nieuwe optie voor Safari hele URL's weer te geven in de adresbalk. Verder merkten veel gebruikers verbeteringen in de snelheid en stabiliteit.

## Systeemeisen
De algemene vereisten voor Yosemite zijn:
- Minstens 2 GB intern geheugen
- 8 GB vrije schijfruimte
- Mac OS X 10.6.8 of hoger

Ondersteunde modellen:
- iMac (medio 2007 of nieuwer)
- MacBook (eind 2008, aluminium, of begin 2009 of nieuwer)
- MacBook Air (eind 2008 of nieuwer)
- MacBook Pro (medio/eind 2007 of nieuwer)
- Mac mini (begin 2009 of nieuwer)
- Mac Pro (begin 2008 of nieuwer)
- Xserve (begin 2009)

### Vereisten extra's
Handoff en Instant Hotspot
- MacBook Air, MacBook Pro, iMac, Mac mini (2012 of nieuwer)
- Mac Pro (eind 2013)
- iPhone, iPad of iPod Touch met Lightning-stekker en iOS 8

Telefoon en sms
- iPhone met iOS 8 en abonnement

## Versiegeschiedenis
| Versie  | Build  | Datum            | Opmerkingen |
| ------- | ------ | ---------------- | --- |
| 10.10   | 14A389 | 16 oktober 2014  | Eerste officiële versie |
| 10.10.1 | 14B23  | 18 november 2014 | Verbeteringen in wifi, verbinden met Exchange-servers, versturen van Mail berichten, verbindingen op afstand via Terug naar mijn Mac. |
| 10.10.2 | 14C109 | 27 januari 2015  | Verbeteringen van wifi en stabiliteit in Safari, voegt bladermogelijkheid Time Machine in iCloud Drive toe, verbetering prestaties bij zoeken van DFS-shares in Finder, verhelpt probleem onjuiste tijd in Agenda uitnodigingen.                 |
| 10.10.3 | 14D131 | 9 april 2015     | Toevoeging van de Foto's app (ter vervanging van iPhoto). Verder verbeteringen aan Safari, Bluetooth, Wifi, Private Browsing en schermdeling. |
| 10.10.4 | 14E46  | 30 juni 2015     | Verbetering betrouwbaarheid netwerk, Migratie Assistent en migreren fotobibliotheek naar Foto's, er is een probleem verholpen met externe beeldschermen, en de mogelijkheid om weg te navigeren op websites met herhalende JavaScript meldingen. |
| 10.10.5 | 14F27  | 13 augustus 2015 | Verbeteringen in Mail, Foto's en QuickTime, beveiligingsupdates. |

Bètaversies
| Versie                     | Build   | Datum             | Opmerkingen |
| -------------------------- | ------- | ----------------- | --- |
| 10.10 bèta 1               | 14A238x | 2 juni 2014       | Eerste bèta voor ontwikkelaars                                                                                               |
| 10.10 bèta 2               | 14A261i | 17 juni 2014      | Tweede bèta voor ontwikkelaars                                                                                               |
| 10.10 bèta 3               | 14A283o | 7 juli 2014       | Derde bèta voor ontwikkelaars                                                                                                |
| 10.10 bèta 4               | 14A298i | 21 juli 2014      | Vierde bèta voor ontwikkelaars                                                                                               |
| 10.10 public bèta 1        | 14A299i | 24 juli 2014      | Eerste bèta voor niet-ontwikkelaars                                                                                          |
| 10.10 bèta 5               | 14A314h | 4 augustus 2014   | Vijfde bèta voor ontwikkelaars                                                                                               |
| 10.10 bèta 6               | 14A329f | 18 augustus 2014  | Zesde bèta voor ontwikkelaars                                                                                                |
| 10.10 public bèta 2        |         | 21 augustus 2014  | Tweede bèta voor niet-ontwikkelaars                                                                                          |
| 10.10 bèta 7               | 14A343f | 2 september 2014  | Zevende bèta voor ontwikkelaars                                                                                              |
| 10.10 bèta 8               | 14A361c | 15 september 2014 | Achtste bèta voor ontwikkelaars                                                                                              |
| 10.10 Golden Master        | 14A379a | 30 september 2014 | Negende bèta voor ontwikkelaars                                                                                              |
| 10.10 public bèta 4        | 14A379b | 30 september 2014 | Vierde bèta voor niet-ontwikkelaars (Waarschijnlijk de laatste). Public bèta 3 is vrijgegeven en even later terug getrokken. |
| 10.10 tweede Golden Master | 14A386a | 7 oktober 2014    | Tiende bèta voor ontwikkelaars.                                                                                              |
| 10.10 derde Golden Master  | 14A388a | 9/10 oktober 2014 | Elfde bèta voor ontwikkelaars.                                                                                               |